# Bóng ném tại Đại hội Thể thao châu Á 2022
Bóng ném tại Đại hội Thể thao châu Á 2022 được tổ chức tại Zhejiang Gongshang University Sports Centre và Zhejiang Normal University Xiaoshan Gymnasium, Hàng Châu, Trung Quốc, từ 24 tháng 9 đến 5 tháng 10 năm 2023. Tại giải đấu này, có 13 đội tham dự nội dung giải đấu nam và 9 đội tham dự nội dung giải đấu nữ.

## Lịch thi đấu
| P | Vòng sơ loại | S | Vòng chính | C | Phân loại | ½ | Bán kết | F | Chung kết |

| ND↓/Ngày → | 24th CN | 25th Thứ 2 | 26th Thứ 3 | 27th Thứ 4 | 28th Thứ 5 | 29th Thứ 6 | 30th Sat | 1st CN | 2nd Thứ 2 | 3rd Thứ 3 | 4th Thứ 4 | 5th Thứ 5 |
| ---------- | ------- | ---------- | ---------- | ---------- | ---------- | ---------- | -------- | ------ | --------- | --------- | --------- | --------- |
| Nam        | P       | P          |            | P          |            | S          | S        | S      |           | ½         |           | F         |
| Nữ         | P       | P          |            | P          |            | P          | P        |        |           | ½         |           | F         |

## Danh sách huy chương
| Nội dung | Vàng | Bạc | Đồng |
| -------- | --- | --- | --- |
| Nam      | Qatar · Ahmad Madadi · Rafael Capote · Frankis Carol · Abdulrazzaq Murad · Bilal Lepenica · Eldar Memišević · Irhad Alihodžić · Amir Denguir · Abdelrahman Abdalla · Allaedine Berrached · Wajdi Sinen · Yassine Sami · Youssef Ali · Amine Guehis · Moustafa Heiba · Ameen Zakkar | Bahrain · Ali Abdulla Eid · Hasan Al-Samahiji · Mohamed Rabia · Hesham Ahmed · Qasim Qambar · Mohamed Abdulredha · Ahmed Fadhul · Mohamed Merza · Mohamed Abdulhusain · Hasan Madan · Ali Merza · Hassan Mirza · Mahdi Saad · Mohamed Habib · Mohamed Mohamed · Husain Al-Sayyad | Kuwait · Abdullah Al-Khamees · Saleh Ali · Abdulaziz Al-Shammari · Fahad Slbokh · Mohamad Al-Sanea · Mohammed Al-Hendal · Mishaal Al-Harbi · Hasan Safar · Abdulaziz Naseeb · Fawaz Mubarak · Mohammad Qambar · Abdulaziz Salmeen · Abdulrahman Al-Shammari · Haider Dashti · Yousef Najm · Mohammad Buyabes |
| Nữ       | Nhật Bản · Naoko Sahara · Miyako Hatsumi · Yumi Kitahara · Saki Hattori · Chikako Kasai · Atsuko Baba · Kaho Nakayama · Ayaka Ohmatsuzawa · Hikaru Matsumoto · Naho Saito · Natsuki Aizawa · Ayame Okada · Reina Dan · Kana Ozaki · Yuki Yoshidome · Sora Ishikawa                 | Hàn Quốc · Kim Seon-hwa · Song Ji-young · Shin Eun-joo · Kim Min-seo · Ryu Eun-hee · Jeong Jin-hui · Park Sae-young · Jo Su-yeon · Kang Eun-hye · Song Hye-soo · Lee Mi-gyeong · Kang Kyung-min · Kang Eun-seo · Yun Ye-jin · Gim Boe-un · Park Joe-un                           | Trung Quốc · Lu Chang · Zhang Haixia · Lin Yanqun · Tian Xiuxiu · Liu Chan · Li Xiaoqing · Zhou Mengxue · Hu Yunuo · Zhang Guisi · Yang Yurou · Zhuang Hongyan · Xin Yan · Gong Lei · Liu Xuedan · Jin Mengqing · Liu Yuting                                                                                 |

## Bảng tổng sắp huy chương
| Hạng               | Đoàn               | Vàng | Bạc | Đồng | Tổng số |
| ------------------ | ------------------ | ---- | --- | ---- | ------- |
| 1                  | Nhật Bản (JPN)     | 1    | 0   | 0    | 1       |
| 1                  | Qatar (QAT)        | 1    | 0   | 0    | 1       |
| 3                  | Bahrain (BHR)      | 0    | 1   | 0    | 1       |
| 3                  | Hàn Quốc (KOR)     | 0    | 1   | 0    | 1       |
| 5                  | Kuwait (KUW)       | 0    | 0   | 1    | 1       |
| 5                  | Trung Quốc (CHN)   | 0    | 0   | 1    | 1       |
| Tổng số (6 đơn vị) | Tổng số (6 đơn vị) | 2    | 2   | 2    | 6       |

## Bốc thăm
Lễ bốc thăm của giải đấu được thực hiện vào ngày 27 tháng 7 năm 2023. Lễ bốc thăm được thực hiện bởi Ban tổ chức Đại hội Thể thao châu Á Hàng Châu (HAGOC) với sự có mặt của nhân viên sự kiện Liên đoàn bóng ném châu Á.

### Nam
| Bảng A - Trung Quốc (Nước chủ nhà) - Kuwait - Thái Lan | Bảng B - Qatar - Hàn Quốc - Hồng Kông | Bảng C - Bahrain - Uzbekistan - Kazakhstan | Bảng D - Ả Rập Xê Út - Iran - Mông Cổ - Nhật Bản |

### Nữ
| Bảng A - Hàn Quốc - Kazakhstan - Thái Lan - Uzbekistan | Bảng B - Trung Quốc (Nước chủ nhà) - Nhật Bản - Ấn Độ - Hồng Kông - Nepal |